# Maikki Fribergová
Maria Elisabeth Fribergová (nepřechýleně Friberg; 5. ledna 1861 Kankaanpää – 6. listopadu 1927 Helsinky), byla finská učitelka, novinářka a aktivistka za ženská práva. 
Pocházela z rodiny úředníka, po smrti otce živila rodinu doučováním. Absolvovala švédskojazyčnou střední školu v Helsinkách a pak studovala v zahraničí. V roce 1897 získala doktorát na Bernské univerzitě. Třicet let pracovala jako učitelka zeměpisu, propagovala koedukované školství a vycházela ze vzdělávací reformy, kterou zavedl Uno Cygnaeus. Angažovala se také v abstinentním hnutí. Ze školství odešla v roce 1912, když úřady nevyhověly její žádosti o místo inspektorky. 
Spolu s Lucinou Hagmanovou založila feministickou organizaci Naisasialiitto Unioni. Vedla diskusní kluby, kde seznamovala ženy s myšlenkami Lva Nikolajeviče Tolstého a Bjørnstjerneho Bjørnsona. Byla zakladatelkou a šéfredaktorkou časopisu Naisten Ääni a zastupovala Finsko na kongresu International Alliance of Women. Měla podíl na tom, že Finsko zavedlo v roce 1906 jako jedna z prvních zemí na světě volební právo žen.
Na svých cestách po Evropě přednášela o Finsku a zejména o jeho vzdělávacím systému. Vystupovala také ve prospěch práva finského národa na sebeurčení. Byla přesvědčenou pacifistkou a působila ve finské pobočce Stálého mezinárodního výboru míru. Vydala knihu vzpomínek Tieni varrelta tapaamiani.
Helsinská univerzita uděluje na její počest výroční cenu Maikki Fribergové za rovnost a rozmanitost.